# Die (un)sichtbare Arbeit
Die [un]sichtbare Arbeit ist ein Dokumentarfilm, der aus dem Interreg IV Forschungsprojekt „Psychiatrische Landschaften“ hervorgegangen ist und die Geschichte der psychiatrischen Pflege auf dem Gebiet des historischen Tirol von 1830 bis in die Gegenwart behandelt.

## Inhalt
Der Film wählt zur Erzählung der lokalen Psychiatriegeschichte ausdrücklich die Perspektive der Pfleger. Diese Gruppe wird in der Regel nicht als Handelnde der Medizingeschichte wahrgenommen; die Arbeit der psychiatrischen Pflege ist (wie jene der allgemeinen Krankenpflege auch) nicht selten un-sichtbar. In fünf Teilen werden – entlang der historischen Zeit-Abschnitte – Thematiken wie Ausbildung, Arbeitsalltag und Berufsbild der Pflege aber auch psychiatrische Sonderphänomene wie Zwang und Verwahrung oder die Entwicklung der Behandlungsmethoden der letzten 180 Jahre hinterfragt. Auch im Kapitel zu NS-Zeit wird nach der Rolle der Pflege gefragt, als die Patienten in die Tötungsmaschinerie der „Aktion T4“ gerieten und in der Haller Anstalt die Sterblichkeitsrate signifikant stieg.
Die Themen der fünf Filmabschnitte sind:
1. Die frühe Zeit (1830–1880)
2. Die großen Anstalten und der Beginn der Klinik (1880–1930er Jahre)
3. Eugenische Wissenschaft und NS-Euthanasie (1933–1945)
4. Die langen 1950er Jahre (1945–1970er Jahre)
5. Wege in eine offene Psychiatrie (1970er Jahre bis heute)

## Entstehung
Das Projekt „Psychiatrische Landschaften“ entwickelte in den Jahren 2008–2012 eine Reihe von Produkten, die der Geschichte der Psychiatrie in Tirol, Südtirol und dem Trentino gewidmet sind und so etwas wie die wissenschaftliche und didaktische Vorleistung zu einem geplanten Lern- und Gedenkort in der früheren „Irren“-Anstalt in Hall in Tirol darstellen. Die Produkte sind: (1) Eine Buchpublikation zur Geschichte der Psychiatrie im historischen Raum Tirol; (2) eine Wanderausstellung, die Patienten in den Mittelpunkt der Erzählung stellt und (3) ein didaktisches Konzept für den geplanten Lernort. Das vierte Produkt in diesem Kontext war der Film „die [un]sichtbare Arbeit“, dessen Focus eben auf der Pflege liegen und dessen Medium der unterrichtsfreundliche Online-Kurzfilm sein sollte.

## Verbreitung

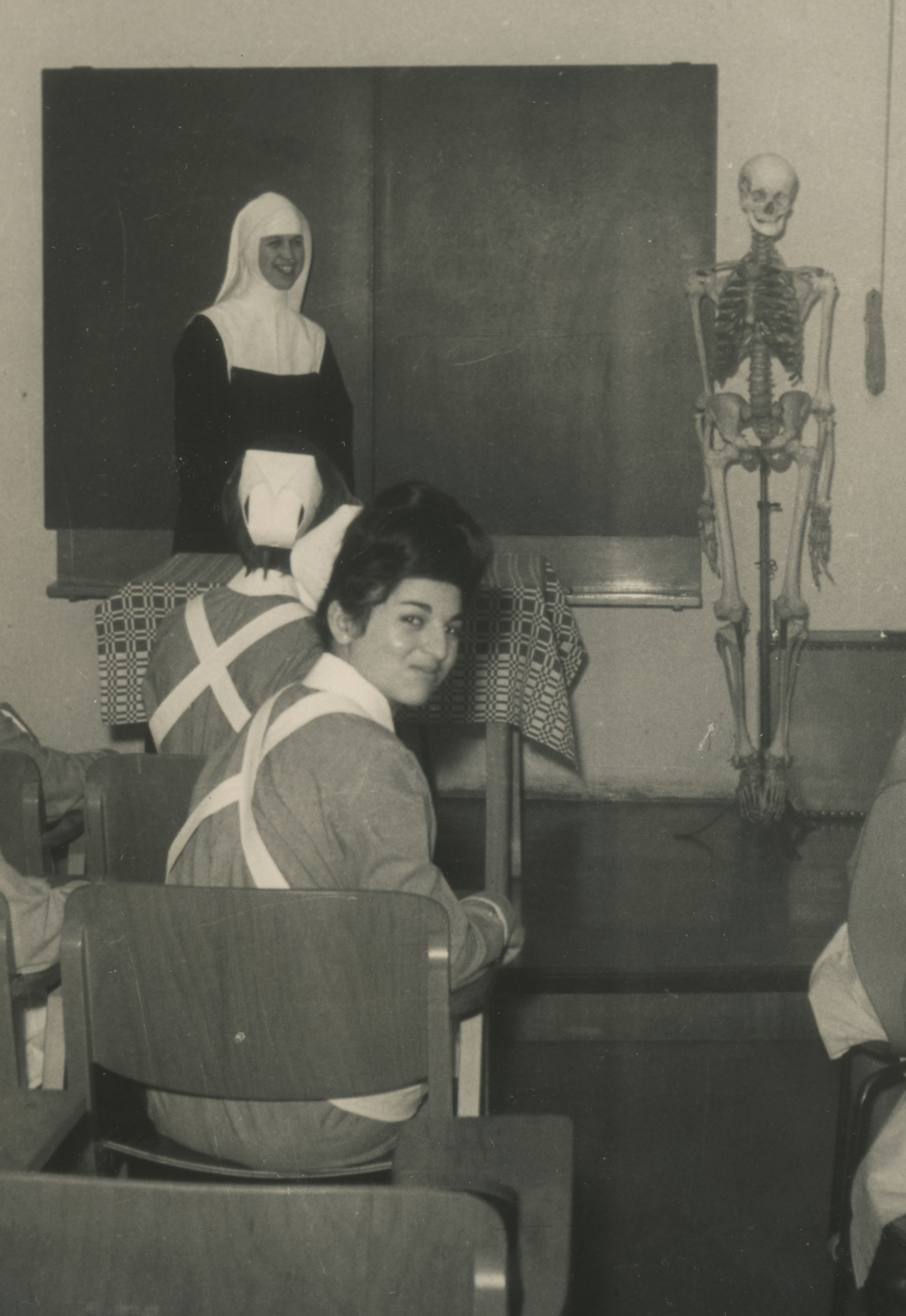
Die langen 1950er Jahre: Ausbildung zur Krankenschwester in Innsbruck

Auf einer multimedialen Portal-Webseite werden neben dem kompletten Film auch didaktische Materialien und Anregungen für Lehrende zur Verfügung gestellt.
Die Verwendung der kurzen Abschnitte in einem Schul- oder Ausbildungszusammenhang ist ausdrücklich erwünscht, das gesamte Material (inklusive Filmsequenzen) steht frei als Download zur Verfügung;  der Film ist, dem überregionalen Forschungsprojekt Rechnung tragend, gleichzeitig in italienischer und deutscher Synchronfassung erschienen. Er wurde unter der Creative Commons Lizenz CC BY-NC-ND 3.0 publiziert.

## Kinofassung
Die fünf Sequenzen wurden auch als „Streifen“ herausgebracht, um ihn trotz seiner nicht primär cinematographischen Intention in lokalen Kinos zeigen zu können.
Nach gut besuchten Premieren in Programmkinos in Bozen und Innsbruck wurden weitere Vorführungen in der Region  veranstaltet.
Die Musik zum Film stammt vom zeitgenössischen Komponisten Paul Winter.